# Arc de mig punt

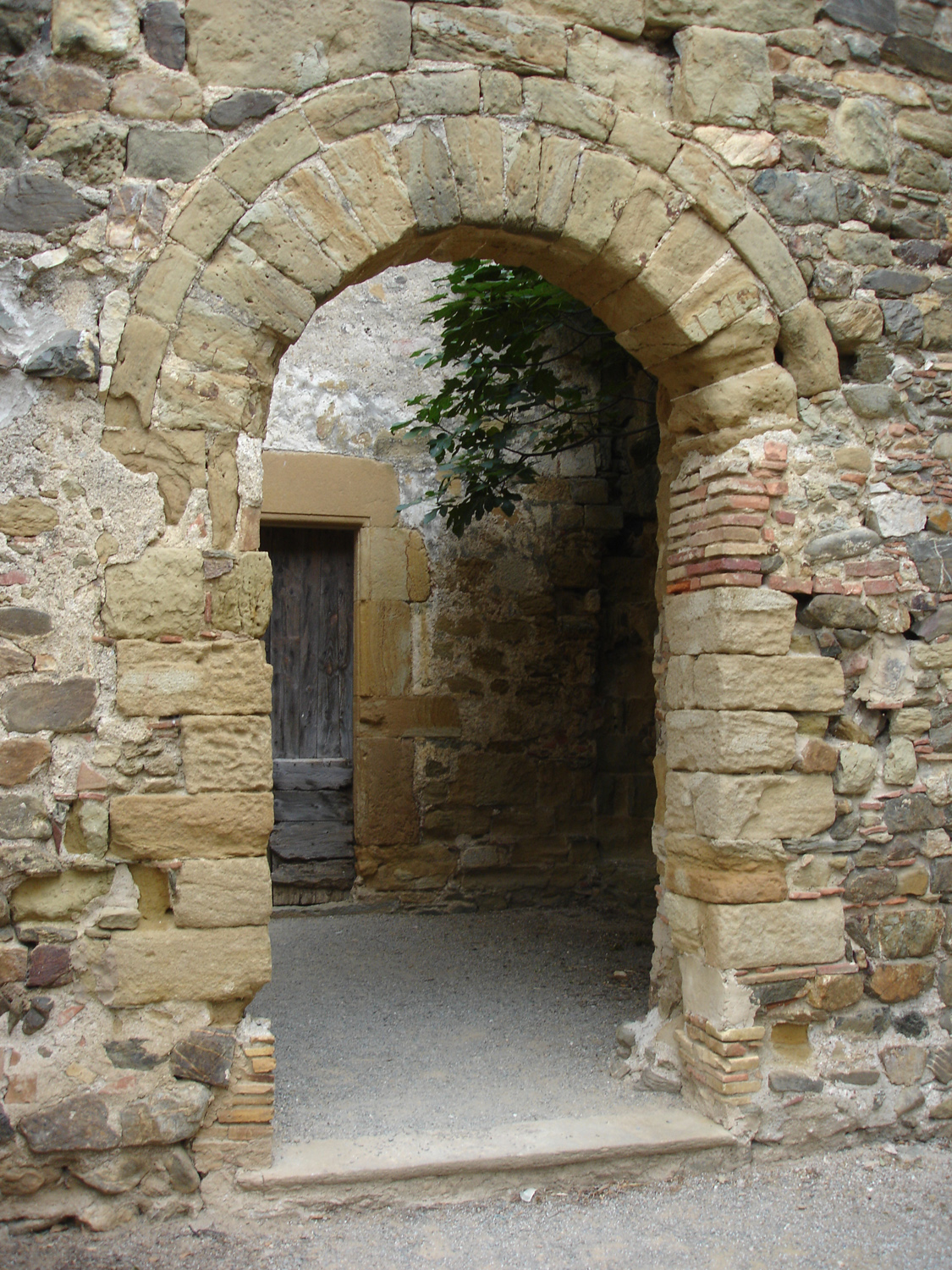
Arc de mig punt amb extradós normal (Monestir de Sant Miquel de Cruïlles)

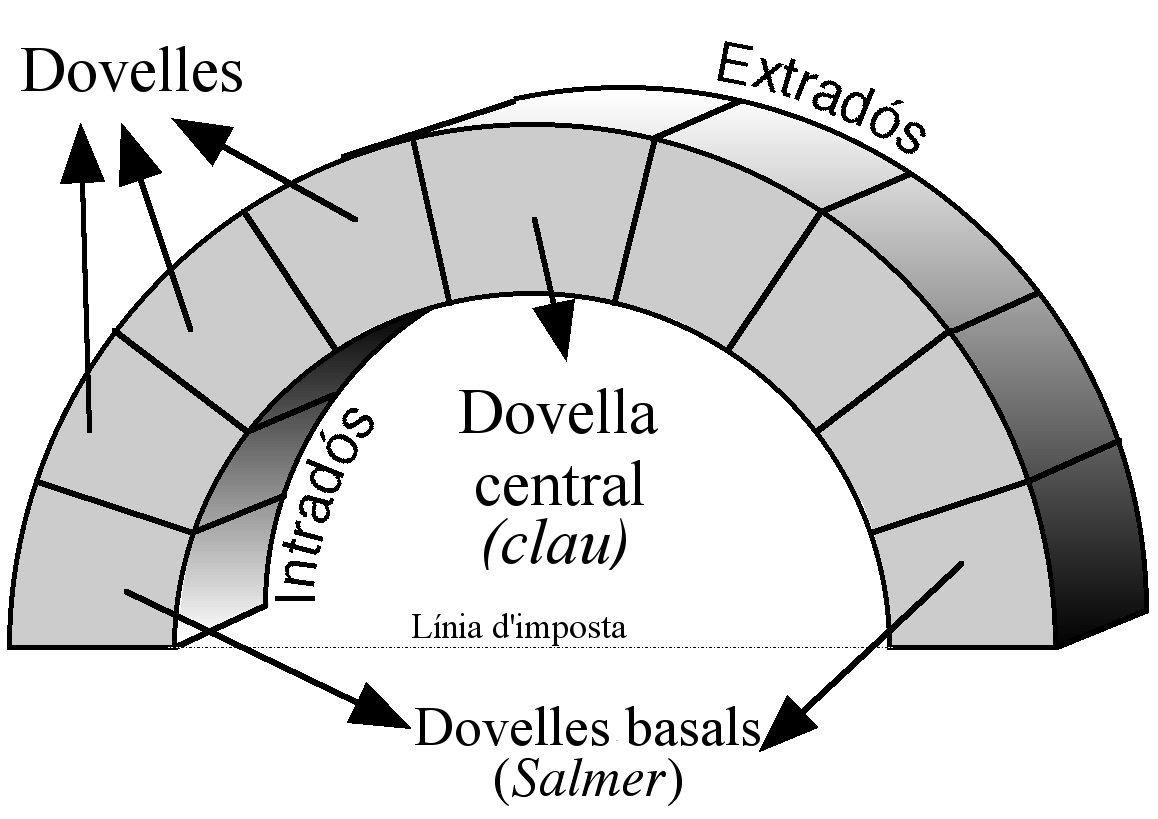
Parts d'un arc de mig punt

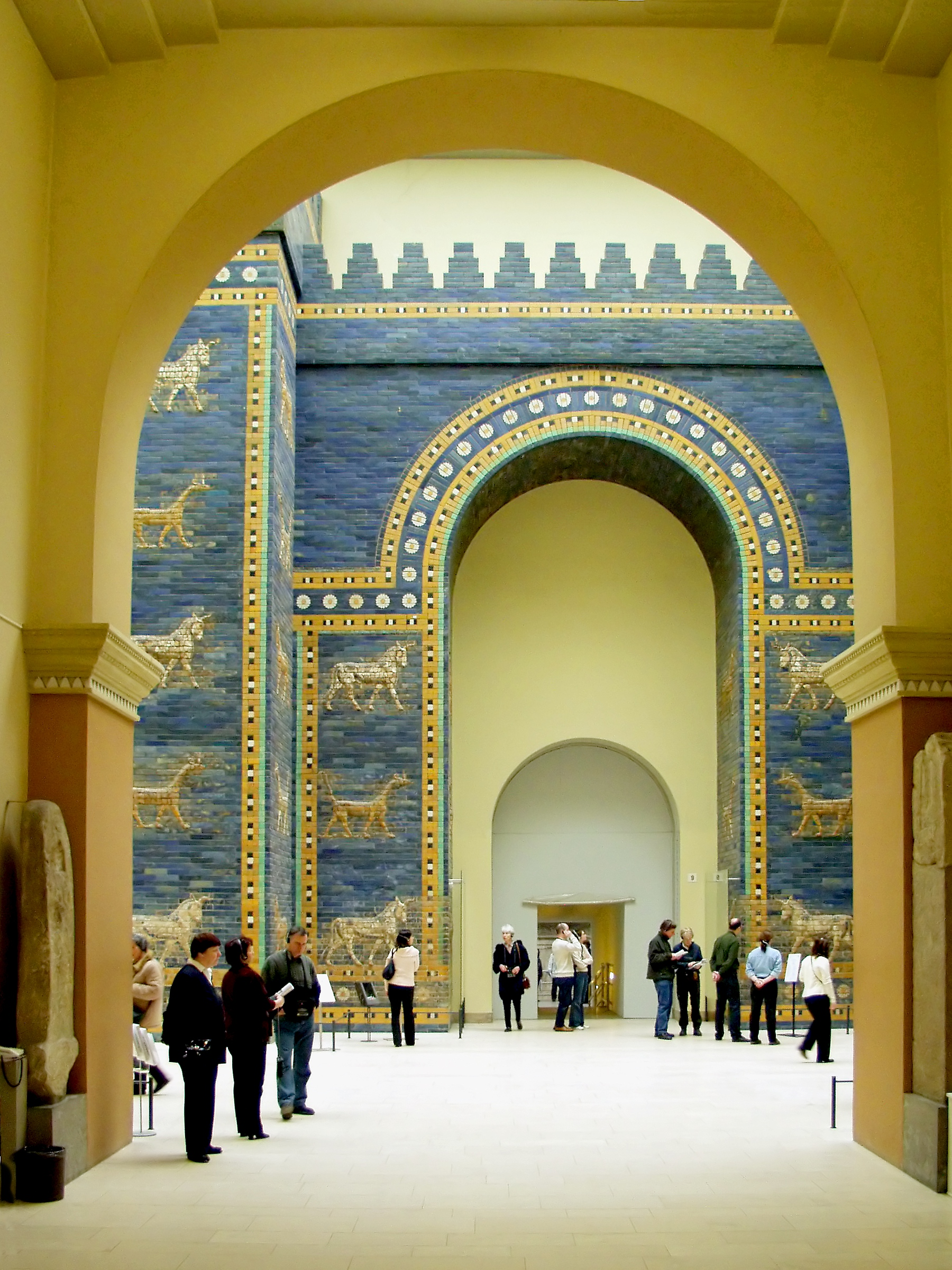
Porta d'Ishtar, originària de Babilònia i actualment al Museu de Pèrgam de Berlín.

L'arc de mig punt o arc rodó és un tipus d'arc que dibuixa una semicircumferència amb un únic centre situat a la línia d'arrencada (línia d'imposta); per tant, la fletxa (alçada) és la meitat exacta de la llum (amplada). La seva projecció lineal a l'espai genera la volta de canó. És l'arc més utilitzat en l'arquitectura romana i l'art romànic.
L'arc de mig punt va començar a usar-se a Mesopotàmia (arquitectura neobabilònica) durant el tercer mil·lenni aC. Pel que sembla, de l'arquitectura etrusca va passar a l'arquitectura romana, que el va difondre per Europa i el Mediterrani. Antigament solia estar format per dovelles de tova, maons o pedra.
Des del punt de vista de la resistència de materials, la geometria i característiques d'un arc de mig punt fan que tots els seus punts treballin en compressió. Cada dovella presenta un estat similar al d'una falca comprimida a les cares laterals.

## Tipus d'arcs de mig punt

### Segons l'intradós
Segons la superfície de l'intradós, la de la cara inferior de les dovelles, l'arc de mig punt pot ser:
- Arc atrompetat o amb esplandit, quan la llum augmenta segons la fondària. En les finestres l'esplandit sol ser llis amb la finalitat que entri més claror. En les portalades és freqüent per realçar-les ornamentalment, sovint amb arquivoltes.
- Arc capalçat de Montpeller, quan és atrompetat, de mig punt a l'exterior i a nivell a l'interior.
- Arc capalçat de Sant Antoni, quan és atrompetat, de mig punt a l'interior i a nivell a l'exterior.

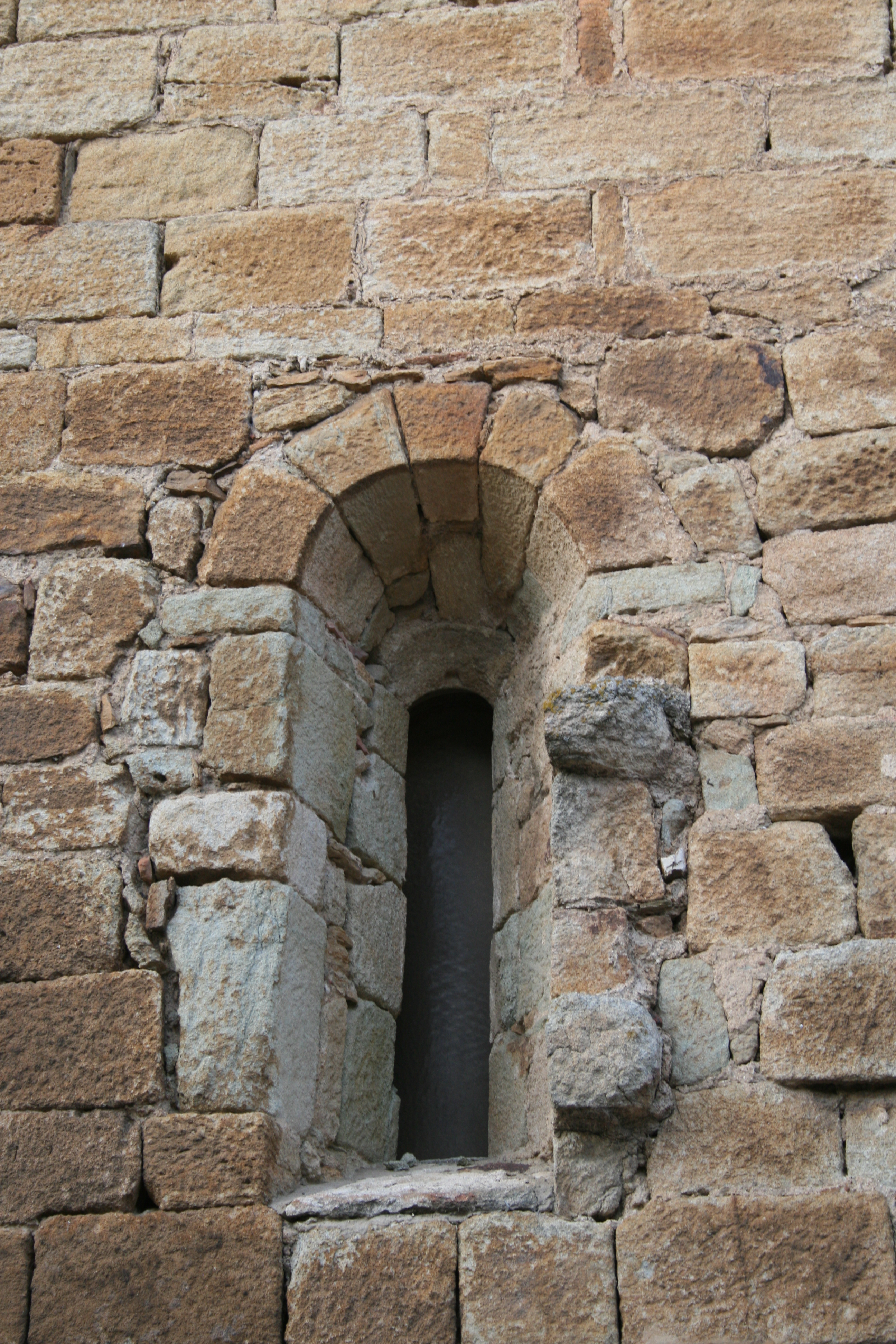
Arc de mig punt atrompetat llis (Sant Pere de Pals)
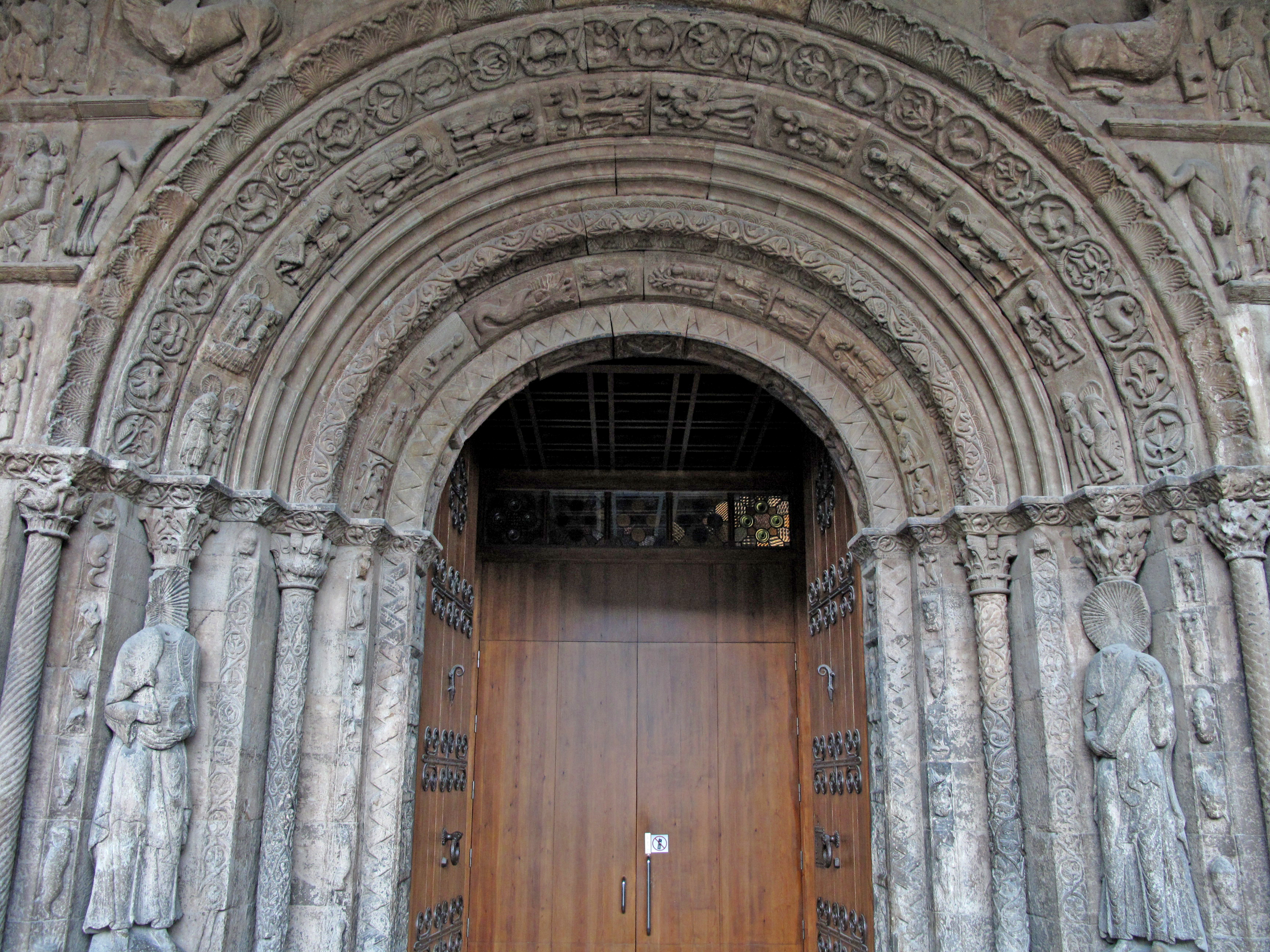
Arc de mig punt atrompetat amb arquivoltes (pòrtic de Santa Maria de Ripoll)

### Segons l'extradós
Segons la superfície de l'extradós, l'arc de mig punt pot ser:
- Arc de mig punt amb extradós normal, quan l'extradós està marcat amb una semicircumferència amb el mateix centre que l'arc.
- Arc de mig punt amb extradós apuntat, quan les dovelles dibuixen un extradós apuntat.
- Arc de mig punt amb extradós en escala, quan les dovelles dibuixen un extradós escalat.

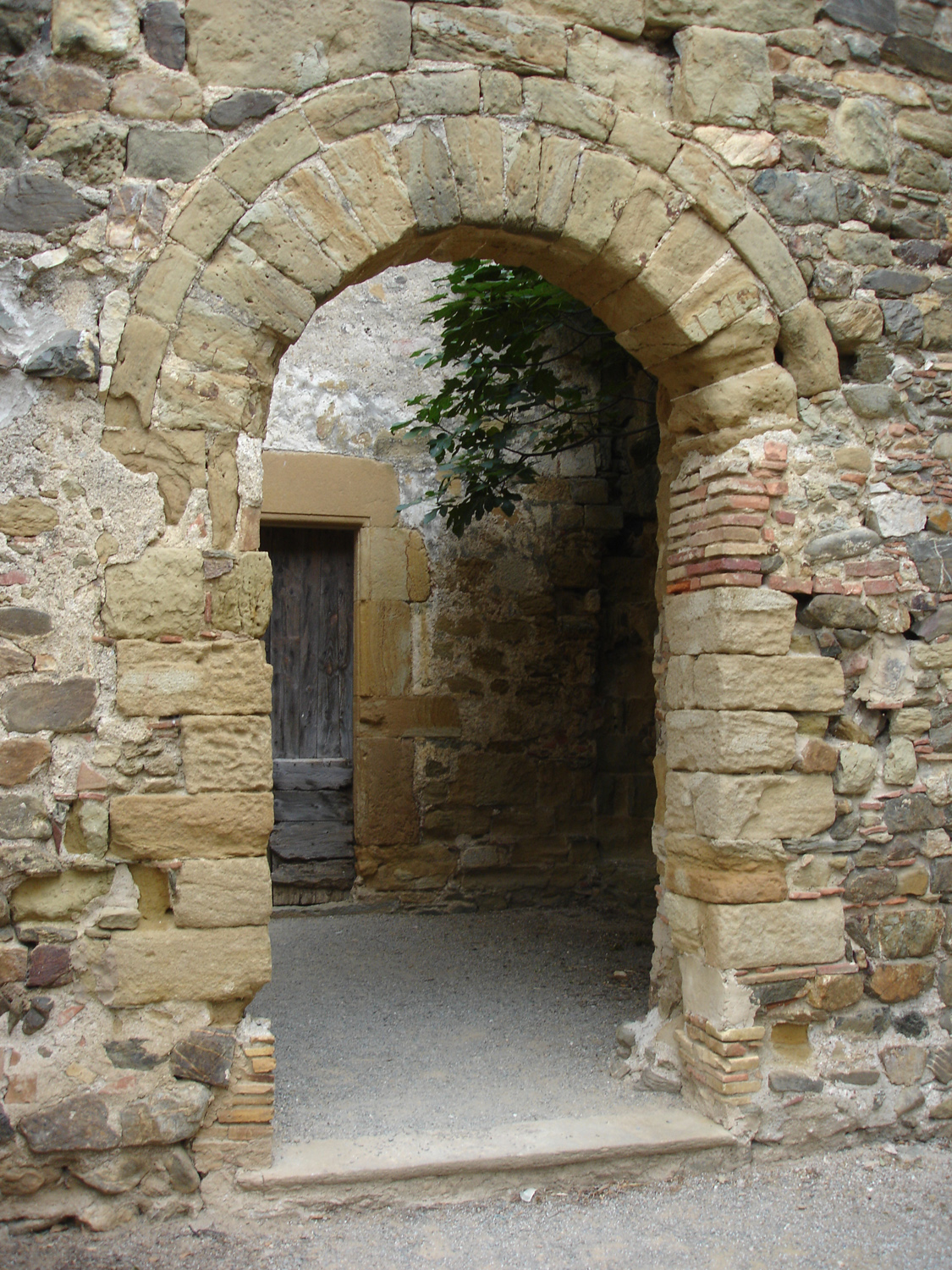
Arc de mig punt amb extradós normal (Monestir de Sant Miquel de Cruïlles)
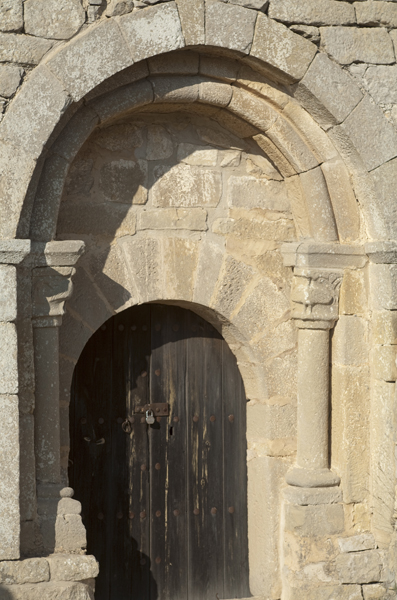
Arc de mig punt amb extradós peraltat i lleugerament apuntat (Sant Pere de Sabella)
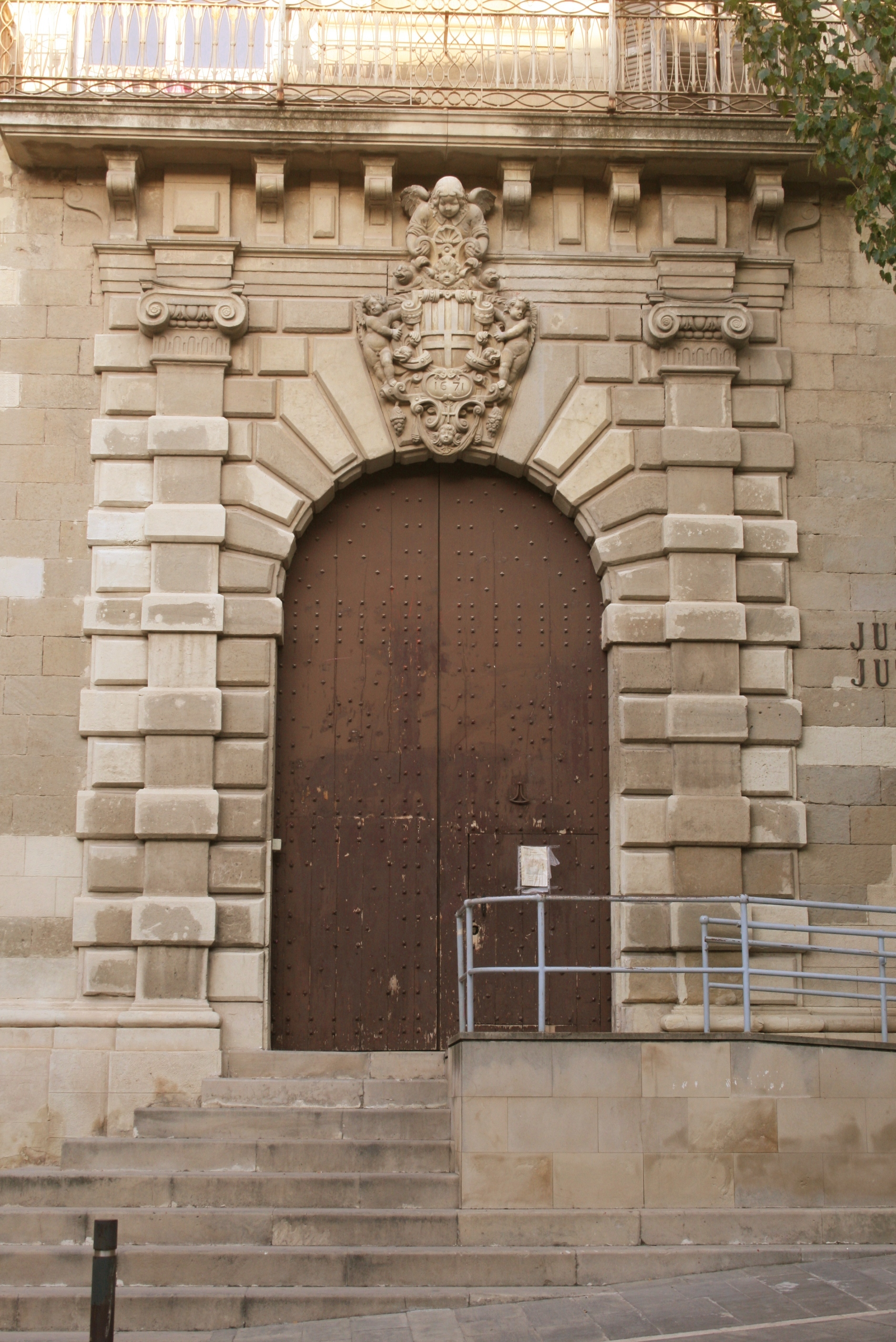
Arc de mig punt amb extradós en escala

## Variants
L'arc de mig punt és un dels tipus d'arcs circulars d'un sol centre. Altres variacions són l'arc rebaixat quan dibuixa un arc menor de 180°; l'arc escarser quan és de 60°; l'arc de ferradura quan l'arc és major de 180°; i l'arc peraltat quan manté una semicircumferència però es realça amb dovelles situades sobre la línia d'arrencada.

Arcs circulars d'un sol centre
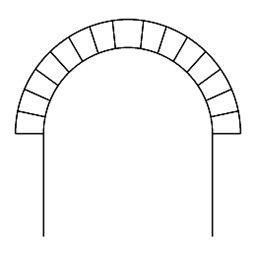
Arc de mig punt
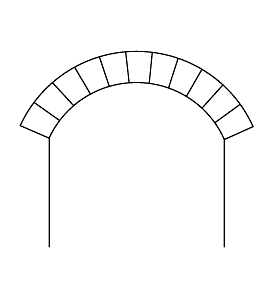
Arc rebaixat escarser
Arc de ferradura
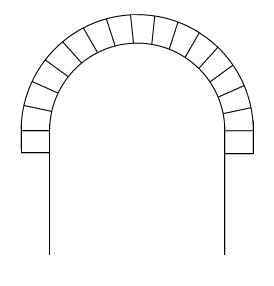
Arc peraltat